# Cipangeran
Cipangeran is een bestuurslaag in het regentschap Bandung Barat van de provincie West-Java, Indonesië. Cipangeran telt 2914 inwoners (volkstelling 2010).